# Apeira meridionalis
Apeira meridionalis là một loài bướm đêm trong họ Geometridae.